# Саакян, Ваграм Арамович
Ваграм Арамович Саакян (арм. Վահրամ Արամայիսի Սահակյան, родился 22 сентября 1964 года в Ереване) — армянский современный писатель, поэт, драматург и актер. Заслуженный деятель культуры Республики Армения (2016).

## Биография
Вместе с сатириком Варданом Петросяном он основал комедийный театр-студию под названием «Вознинер» (Ёжики), первый армянский частный молодёжный театр. Саакян является автором многочисленных статей, рассказов, романов, пьес и сценариев к фильмам. Его литература отличается свободным использованием словарного запаса, в том числе уличных ругательств, элементов цинизма и жанра трагикомедии. Активно сотрудничает с режиссёром Артуром Саакяном, продюсером Арменом Амбарцумяном, актёрами Грантом Тохатяном и Самсоном Степаняном.
Известен благодаря активной гражданской позиции: осуждает закон о применении эвтаназии в отношении неизлечимо больных детей, идею клонирования и аборты, но не возражает против донорства органов в случае смерти. Критически высказывался неоднократно о политиках и чиновниках, устраивая символические акции протеста от желания покинуть страну из-за угроз в 2009 году до разрывания паспорта перед Национальным собранием Армении в 2012 году. Тем не менее, считает, что негативные явления в мире — «воплощение и результат конкретно» чьей-то вины человека, а не одни только негативные действия политиков.
5 июля 2017 года был избит неизвестными.

### Пьесы
- Вознинер в эфире (1988, соавторство с Варданом Петросяном)[2]
- Старик и Горе (1988)[6][2]
- Тот самый Пепо (1990)[6]
- Хатабалада (1996)[2]
- Здравствуй, я остаюсь (2000)
- Mea Culpa (2002)[6][2]
- О чём шумит город (2002)[6]
- Двое друзей, не считая жизни (2007)
- Ржавый ключ (2008)[2]
- Mea Culpa 2 (2016)
- Мистерия Истерия (2019)

### Романы
- Очи чёрные, скатерть белая (2002)[6]
- Вечная виселица (2009)[6]
- Атян Вохпергутян (2019)

### Сценарии
- Ереван-Лос Анджелес-Ереван (1992)[2]

## Фильмография
В фильмографии насчитывается 12 фильмов

### Режиссёр
- Однажды в Армении (1991)
- Везде (1995)
- Неопределённые шутки (2000)
- В миру скотов (2002)
- Вартан и Маргарита (2004)
- Бешеный фильм (2005)
- Неопределённые шутки-2 (2005)
- Смерть пирата (2006)
- Неопределённые шутки-3 (2007)
- Армянский секс (2011, не завершён)[7]

### Режиссёр и актёр
- Самый последний танго в Париже (1992)
- Нет вопроса (1993)
- Наш конец (1997)
- Мистерия Истерия (2019)